# 田辺希久子
田辺 希久子（たなべ きくこ、1951年 - ）は、日本の翻訳家、神戸女学院大学准教授。東京教育大学卒業、青山学院大学大学院国際政治経済学研究科博士課程中退。世界歴史・文化関係からビジネス書まで多くの翻訳を行う。2008年、神戸女学院大学准教授。

## 共著
- Practical Skills for Better Translation （光藤京子共著 マクミランランゲージハウス 2007年）
- プロが教える基礎からの翻訳スキル （光藤京子 三修社 2008年10月）

## 翻訳
- ゴーギャン 私の中の野性 （フランソワーズ・カシャン 創元社 1992年3月）
- ギリシア・ローマ神話ものがたり （コレット・エスタン、エレーヌ・ラポルト 創元社 1992年7月）
- 忘却の国 ミャンマー再発見の旅 （ハリエット・オブライエン 心交社（世界紀行冒険選書） 1992年6月）
- 旧約聖書ものがたり （ジャック・ミュッセ 創元社 1993年12月）
- 新約聖書ものがたり （ジャック・ミュッセ 創元社 1993年12月）
- 黄金のビザンティン帝国 文明の十字路の1100年 （ミシェル・カプラン 松田廸子共訳 創元社（「知の再発見」双書） 1993年6月）
- ギリシア文明 神話から都市国家へ （ピエール・レベック 創元社（「知の再発見」双書） 1993年4月）
- 記号の歴史 （ジョルジュ・ジャン 創元社（「知の再発見」双書） 1994年7月）
- イエス・キリスト （アンソニー・オヒアー 心交社（知的常識シリーズ） 1994年7月）
- ケルト人 蘇るヨーロッパ〈幻の民〉 （クリスチアーヌ・エリュエール 創元社（「知の再発見」双書） 1994年3月）
- 楽器の仲間 世界中の楽器、楽器のしくみ、昔の楽器 （同朋舎出版（知識の泉） 1994年11月）
- フェミニズム （スーザン・アリス・ワトキンス 心交社（知的常識シリーズ） 1994年4月）
- 47歳の私に起こったこと 更年期についての個人的な体験 （ゲイル・サンド 大和書房 1994年6月）
- イエスの生涯 （ジェラール・ベシエール 創元社（「知の再発見」双書） 1995年2月）
- おとなと子どものための聖書物語 （セリナ・ヘイスティングス 山川さら共訳 フレーベル館 1995年9月）
- 男の生き方を考える366のヒント （ジョナソン・ラジア 実務教育出版 1995年11月）
- 限界なき企業革新 経営リエンジニアリングの衝撃 （J.チャンピー 森尚子共訳 ダイヤモンド社 1995年6月）
- マティス 色彩の交響楽 （グザヴィエ・ジラール 創元社（「知の再発見」双書） 1995年6月）
- ルノワール 生命の讃歌 アンヌ・ディステル 柴田都志子共訳 創元社（「知の再発見」双書） 1996年3月）
- ザ・スコッチ バランタイン17年物語 （グレアム・ノウン ティビーエス・ブリタニカ 1996年6月）
- 組織が元気になる時 「創生」のための5つのステップ （ウォレン・ベニス、マイケル・ミシュ ダイヤモンド社 1997年7月）
- 皇妃エリザベート ハプスブルクの美神 （カトリーヌ・クレマン 創元社（「知の再発見」双書） 1997年2月）
- キリスト教の誕生 （ピエール＝マリー・ボード 創元社（「知の再発見」双書） 1997年9月）
- ヨーロッパ最後の王たち （ピエール・ミケル 創元社 1997年10月）
- 一日出来高一五〇兆円 世界外為市場の実体 （ジョン・ロバーツ 嶋本恵美共訳 心交社 1997年6月）
- リーダーシップが活きる時 人を動かし、組織を活かす4原則 （フィリップ・B.クロズビー ダイヤモンド社 1998年1月）
- シリコンバレー流意思決定 ビジネスを成功させる7つの質問 （エルトン・B.シャーウィン・ジュニア ダイヤモンド社 1998年8月）
- 人生を複雑にしない100の方法 （イレイン・セントジェームズ ジャパンタイムズ 1998年6月 のち講談社+α文庫）
- シャガール 色彩の詩人 （ダニエル・マルシェッソー 村上尚子共訳 創元社（「知の再発見」双書） 1999年10月）
- 子どもと楽しく暮らす100の方法 （イレイン・セントジェームズ ジャパンタイムズ 1999年3月）
- TOEFLテストボキャブラリー大特訓 鈴木美幸共訳 アルク（TOEFLテスト完全攻略シリーズ） 1999年1月）
- イエスを愛した女 聖書外典・マグダラのマリア （ゴードン・トーマス 柴田都志子共訳 光文社 1999年4月）
- ナチ将校の妻 あるユダヤ人女性:55年目の告白 （エーディト・ハーン・ベア、スーザン・ドゥオーキン 光文社 2000年4月）
- 今日からはじめる仕事の快適整理術 （ドン・アスレット、キャロル・カーティノ ジャパンタイムズ 2000年5月）
- だから、顧客が逃げていく! 買う気をなくさせるサービスとその撲滅法 （レイ・コンシダイン、テッド・コーン ダイヤモンド社 2000年11月）
- 会社で人生をムダにしない85の方法 （イレイン・セントジェームズ ジャパンタイムズ 2001年11月）
- 嬉しいサービス、悲惨なサービス お客様の心をつかむ12の法則 （ブライアン・クレッグ ダイヤモンド社 2001年11月）
- 天才建築家ブルネレスキ フィレンツェ・花のドームはいかにして建設されたか （ロス・キング 東京書籍 2002年7月）
- シスター・メルセデスの礼儀の本 自分と他人を大切にする生き方 （光文社 2002年1月）
- 逃げる顧客を引き戻せ! サービス・リカバリーのシステムと実践 （ロン・ゼンケ、チップ・R.ベル ダイヤモンド社 2002年11月）
- 変化を乗り越える人、つまずく人 （ポール&サラ・エドワーズ PHP研究所 2002年3月）
- サービス・リーダーシップとは何か 「伝説のサービス」の本質 （ベッツィ・サンダース ダイヤモンド社 2002年3月）
- 親を困らせる子どもを上手に伸ばす （ロス・W・グリーン PHP研究所 2003年3月）
- 営業マンはつくられる オグ・マンディーノに学ぶ営業の技術 （ロバート・ネルソン ダイヤモンド社 2003年6月）
- ストラウス夫人の心が通う介護 現場から学んだ77の知恵 （クローディア・J.ストラウス 光文社 2003年9月）
- こんなときどう言えばいいの!? 子どもに伝わる話し方・伝わらない話し方 （ポール・コールマン 小学館プロダクション 2003年3月）
- チンギス・カンとモンゴル帝国 （ジャン=ポール・ルー 創元社（「知の再発見」双書） 2003年10月）
- 世界の宗教ものがたり ジャクリーヌ・ヴァロン （創元社 2003年12月）
- システィナ礼拝堂とミケランジェロ （ロス・キング 東京書籍 2004年8月）
- 1分間自己管理「先延ばし癖」を克服する3つの原則 （ケン・ブランチャード、スティーブ・ゴットリー ダイヤモンド社 2004年7月）
- ザ・ビジョン 進むべき道は見えているか ケン・ブランチャード,ジェシー・ストーナー ダイヤモンド社 2004年1月）
- 思考現実化13のステップ （ナポレオン・ヒル ソフトバンククリエイティブ（フォーエバー選書） 2005年12月）
- 富をもたらす習慣失う習慣 オリソン・S.マーデン ソフトバンクパブリッシング（フォーエバー選書） 2005年4月）
- 営業が苦手な人のための営業入門 絶対売れる!ストレス知らずの「ソフトセール」 （ティム・コナー PHP研究所 2005年8月）
- リーダーの「伝える力」 事実・感情・シンボルで語りなさい （ボイド・クラーク、ロン・クロスランド ダイヤモンド社 2006年5月）
- ユダの福音書 イエスと"裏切り者"の密約 （マービン・マイヤー、ロドルフ・カッセル、グレゴール・ウルスト、アンドリュー・コックバーン 藤井留美共訳 日経ナショナルジオグラフィック社 2006年7月）
- ザ・リーダーシップ チームの力を最大限に引き出す秘密 （ケン・ブランチャード、マーク・ミラー ダイヤモンド社 2008年2月）
- 戦争報道メディアの大罪 ユーゴ内戦でジャーナリストは何をしなかったのか （ピーター・ブロック ダイヤモンド社 2009年3月）